# Robin Johansson (ishockeyspelare)
Sten Robin Johansson, född 27 januari 1990 i Mora, är en svensk professionell ishockeyspelare som spelar för Aigles de Nice i Ligue Magnus. Efter att ha spelat juniorishockey och vunnit JSM-guld med moderklubben Leksands IF 2010, spelade Johansson de tre efterföljande säsongerna för tre olika lag i Hockeyettan: Gislaveds SK, Enköpings SK samt Tranås AIF. Under tiden gjorde han också en kort sejour till Norge där han spelade en handfull matcher för Manglerud Star i Eliteserien.
Undantaget säsongen 2019/20 då Johansson spelade för Linköping HC i SHL, spelade han endast för Mora IK mellan 2013/14 och 2022/23. Han var med att spela upp klubben från Hockeyallsvenskan till SHL säsongen 2016/17. Sedan säsongen 2023/24 har han spelat utomlands; först för den danska klubben Frederikshavn White Hawks i Superisligaen. Säsongen därpå vann han Alps Hockey League med EK Zell am See. Sedan juli 2025 spelar han för den franska klubben Aigles de Nice.

## Karriär
Johansson påbörjade sin karriär som ishockeyspelare i moderklubben Leksands IF. Efter flera säsonger i klubbens ungdoms- och juniorlag utsågs han till lagkapten för Leksands J20-lag säsongen 2009/10, som också var Johanssons sista säsong som junior. Efter en stark säsong tog sig Leksands fram till final i J20 Superelit. I finalen, mot Brynäs IF, öppnade Johansson målskyttet i matchen som slutade 3–4 till Leksands favör. Den 27 juli 2010 stod det klart att Johansson lämnat moderklubben för spel med Gislaveds SK i Hockeyettan. Inför säsongen utsågs han till lagkapten och i grundseriens noterades han för 26 poäng på 37 matcher, varav 10 mål. Den 4 oktober 2011 bekräftades det att Johansson lämnat Gislaved för spel med Enköpings SK. Johansson spelade endast sex matcher för klubben innan det den 23 januari 2012 meddelades att han anslutit till den norska klubben Manglerud Star i Get-ligaen. Vid säsongens slut återvände Johansson till Sverige och spelade den efterföljande säsongen för Tranås AIF i Hockeyettan.
Den 16 september 2013 meddelades det att Johansson skrivit ett avtal med Mora IK i Hockeyallsvenskan. Den 24 september samma år gjorde han debut i serien och den 16 november samma år gjorde han sitt första mål i Hockeyallsvenskan, på Joni Puurula, i en 3–2-seger mot Asplöven HC. Under sin debutsäsong med Mora noterades Johansson för tolv poäng på 49 grundseriematcher (två mål, tio assist). Kort efter säsongens slut, den 26 mars 2014, förlängde Johansson sitt avtal med Mora med ytterligare en säsong. De efterföljande tre säsongerna gjorde Johansson 13 poäng i grundserien varje säsong. Säsongen 2016/17 vann Mora Hockeyallsvenskans grundserie och avancerade sedan till SHL efter att ha slagit BIK Karlskoga i den Hockeyallsvenska finalen och sedan Leksands IF i direktkvalet till SHL.
Den 12 februari 2017 förlängde Johansson sitt avtal med Mora med tre år. Han gjorde sedan SHL-debut den 16 september samma år i en match mot Frölunda HC. Månaden därpå, den 1 oktober 2017, gjorde han sitt första SHL-mål, på Lars Haugen, i en 4–1-förlust mot Färjestad BK. Johansson noterades för sitt första hat trick i SHL den 6 mars 2018 då Mora besegrade Brynäs IF med 6–2. Mora IK slutade näst sist i grundserien och på 52 matcher noterades Johansson för 17 poäng. Med elva gjorda mål vann han Moras interna skytteliga. Mora höll sig sedan kvar i serien via en 4–1-seger i en matchserie mot Leksands IF. Under Johanssons andra säsong med Mora i SHL ådrog han sig en skada i början av januari 2019 i en match mot Linköping HC. Detta gjorde att han 17 grundseriematcher mellan januari och mars. Mora slutade återigen näst sist i grundserien och tvingades för tredje säsongen i följd kvala mot Leksands IF för att hålla sig kvar i SHL. Detta misslyckades man dock med då Leksand vann matchserien med 4–1 i matcher.
Den 26 april 2019 meddelade Linköping HC att man skrivit ett ettårsavtal med Johansson. Efter en säsong i Linköping bekräftades det den 5 juni 2020 att Johansson återvänt till Mora IK, med vilka han skrivit ett treårsavtal. Inför säsongen utsågs han till en av lagets assisterande lagkaptener, en titel han behöll under två säsonger. Säsongen 2022/23 var Johanssons poängmässigt sämsta både i Hockeyallsvenskan och under sina säsonger i Mora. På 47 grundseriematcher stod han för sex poäng, varav två mål. Mora, som slutade på tredje plats i grundserien slogs ut i semifinal av Modo Hockey i det efterföljande slutspelet.
Den 10 juli 2023 bekräftades det att Johansson skrivit ett ettårsavtal med den danska klubben Frederikshavn White Hawks i Superisligaen. Laget slutade på sista plats i grundserien och misslyckades därmed att ta sig till slutspel. I lagets interna poäng- och skytteliga slutade Johansson på andraplats. På 47 grundseriematcher stod han för 39 poäng, varav 18 mål. Med 30 utvisningsminuter var han också lagets näst mest utvisade spelare.
Den 17 maj 2024 bekräftades det att Johansson skrivit ett ettårsavtal med Ek Zell Am See i Alps Hockey League. Han utsågs inför säsongen 2024/25 till lagkapten för klubben. Han spelade 39 grundseriematcher och stod för 36 poäng (14 mål, 22 assist). Laget vann grundserien och i det följande slutspelet gick man igenom kvarts- och semifinalserien utan förluster. I finalserien ställdes man mot HK Acroni Jesenice vilka man besegrade med 4–1 i matcher och för första gången vann AlpsHL.
Den 23 juli 2025 stod det klart att Johansson skrivit ett avtal med den franska klubben Aigles de Nice i Ligue Magnus.

## Statistik
| 2010–11                  | Gislaveds SK              | Div. 1                   | 37  | 10 | 16 | 26 | 85  | —  | — | — | —  | —  |
| 2011–12                  | Enköpings SK              | Div. 1                   | 6   | 1  | 0  | 1  | 4   | —  | — | — | —  | —  |
| 2011–12                  | Manglerud Star            | Eliteserien              | 7   | 2  | 3  | 5  | 43  | 3  | 0 | 0 | 0  | 0  |
| 2012–13                  | Tranås AIF                | Div. 1                   | 24  | 12 | 10 | 22 | 26  | 5  | 3 | 4 | 7  | 6  |
| 2013–14                  | Mora IK                   | HA                       | 48  | 2  | 10 | 12 | 18  | 6  | 1 | 0 | 1  | 2  |
| 2014–15                  | Mora IK                   | HA                       | 52  | 5  | 8  | 13 | 32  | 5  | 0 | 0 | 0  | 4  |
| 2015–16                  | Mora IK                   | HA                       | 52  | 4  | 9  | 13 | 24  | 5  | 0 | 0 | 0  | 0  |
| 2016–17                  | Mora IK                   | HA                       | 51  | 3  | 10 | 13 | 43  | 9  | 1 | 5 | 6  | 0  |
| 2017–18                  | Mora IK                   | SHL                      | 52  | 11 | 6  | 17 | 20  | 5  | 0 | 0 | 0  | 6  |
| 2018–19                  | Mora IK                   | SHL                      | 35  | 4  | 5  | 9  | 37  | 4  | 0 | 0 | 0  | 2  |
| 2019–20                  | Linköping HC              | SHL                      | 46  | 2  | 4  | 6  | 12  | —  | — | — | —  | —  |
| 2020–21                  | Mora IK                   | HA                       | 49  | 3  | 11 | 14 | 16  | 4  | 0 | 0 | 0  | 0  |
| 2021–22                  | Mora IK                   | HA                       | 48  | 8  | 5  | 13 | 49  | 8  | 2 | 2 | 4  | 28 |
| 2022–23                  | Mora IK                   | HA                       | 47  | 2  | 4  | 6  | 6   | 10 | 0 | 1 | 1  | 2  |
| 2023–24                  | Frederikshavn White Hawks | Superisligaen            | 47  | 18 | 21 | 39 | 30  | —  | — | — | —  | —  |
| 2024–25                  | EK Zell Am See            | AlpsHL                   | 39  | 14 | 22 | 36 | 16  | 13 | 5 | 4 | 9  | 0  |
| Hockeyallsvenskan totalt | Hockeyallsvenskan totalt  | Hockeyallsvenskan totalt | 347 | 27 | 57 | 84 | 188 | 47 | 4 | 8 | 12 | 36 |
| SHL totalt               | SHL totalt                | SHL totalt               | 133 | 17 | 15 | 32 | 69  | —  | — | — | —  | —  |